# Ali Saïdi-Sief
Ali Saïdi-Sief (Arabisch: علي سيدي سيف) (Constantine, 15 maart 1978) is een Algerijnse voormalig (middel)langeafstandsloper, die was gespecialiseerd in de 3000 m en de 5000 m. Hij heeft het Algerijnse record in handen op de 3000 m (in- en outdoor), 5000 m. Driemaal nam hij deel aan de Olympische Spelen en behaalde hierbij een zilveren medaille.

## Loopbaan
In 1996 werd Saïdi-Sief tweede op de 1500 m bij de Pan-Arabische juniorenkampioenschappen in Latakia. Op het WK junioren werd hij zesde. Twee jaar later won hij een bronzen medaille op diezelfde discipline bij de Afrikaanse kampioenschappen in Dakar.
Ali Saïdi-Sief liet hij voor het eerst internationaal van zich spreken door op de Afrikaanse kampioenschappen van 2000 goud te winnen op de 5000 m. In datzelfde jaar nam Saïdi-Sief een eerste keer deel aan de Olympische Spelen van Sydney. In de finale liep hij in een tijd van 13.36,20 naar zilver, net achter winnaar Millon Wolde. Op het WK 2001 liep Saïdi-Sief op de 5000 m naar een zilveren medaille. Nadien werd hij betrapt op het gebruik van het stimulerend middel Nandrolon. Hij werd voor 2 jaar geschorst en moest zijn zilveren eremetaal inleveren.
Twee jaar later, in 2003, won Saïdi-Sief de 3000 m op de Memorial Van Damme. In 2004 timmerde Saïdi-Sief verder aan een comeback. Hij kon zich een tweede maal kwalificeren voor de Olympische Spelen van 2004. In de finale van de 5000 m eindigde hij op een tiende plaats. Op het WK 2005 eindigde hij op een vijfde plaats.

## Titels
- Afrikaans kampioen 5000 m - 2000

## Persoonlijke records
Outdoor
| Onderdeel | Tijd                 | Datum            | Plaats      |
| --------- | -------------------- | ---------------- | ----------- |
| 1500 m    | 3.29,51              | 4 juli 2001      | Lausanne    |
| Mijl      | 3.48,23              | 13 juli 2001     | Oslo        |
| 2000 m    | 4.46,88 (nat. rec.)  | 19 juni 2001     | Straatsburg |
| 3000 m    | 7.25,02 (nat. rec.)  | 18 augustus 2000 | Monaco      |
| 5000 m    | 12.50,86 (nat. rec.) | 30 juni 2000     | Rome        |

Indoor
| Onderdeel | Prestatie           | Datum            | Plaats    |
| --------- | ------------------- | ---------------- | --------- |
| 1500 m    | 3.36,02             | 15 februari 2004 | Karlsruhe |
| 2000 m    | 4.59,98             | 5 februari 1999  | Boedapest |
| 3000 m    | 7.36,25 (nat. rec.) | 6 februari 2000  | Stuttgart |

## Prestaties

### Kampioenschappen
| Jaar | Wedstrijd                              | Plaats    | Resultaat | Onderdeel     | Tijd     |
| ---- | -------------------------------------- | --------- | --------- | ------------- | -------- |
| 1996 | Pan-Arabische juniorenkampioenschappen | Latakia   | 2e        | 1500 m        | 3.42,8   |
|      | WK junioren                            | Sydney    | 7e        | 1500 m        | 3.42,12  |
| 1997 | WK veldlopen                           | Turijn    | 17e       | junioren      | 25.55    |
| 1998 | Afrikaanse kampioenschappen            | Dakar     | 3e        | 1500 m        | 3.47,89  |
| 1999 | WK Indoor                              | Maebashi  | 9e        | 3000 m        | 8.02,20  |
| 2000 | Afrikaanse kampioenschappen            | Algiers   | 1e        | 5000 m        | 13.26,86 |
|      | Olympische Spelen                      | Sydney    | 2e        | 5000 m        | 13.36,20 |
|      | Grand Prix Finale                      | Doha      | 2e        | 3000 m        | 7.47,16  |
|      | WK veldlopen                           | Vilamoura | 16e       | korte afstand | 11.44    |
| 2004 | Olympische Spelen                      | Athene    | 10e       | 5000 m        | 13.32,57 |
| 2005 | Middellandse Zeespelen                 | Almería   | 1e        | 5000 m        | 13.29,94 |
|      | WK                                     | Helsinki  | 5e        | 5000 m        | 13.33,25 |
|      | Wereldatletiekfinale                   | Monaco    | 8e        | 3000 m        | 7.41,61  |
| 2006 | WK veldlopen                           | Fukuoka   | 54e       | korte afstand | 11.34    |

### Golden League-podiumplekken
| Jaar | Wedstrijd             | Plaats      | Resultaat | Onderdeel | Tijd     |
| ---- | --------------------- | ----------- | --------- | --------- | -------- |
| 2000 | Meeting Gaz de France | Saint-Denis | 1e        | 3000 m    | 7.27,67  |
|      | Golden Gala           | Rome        | 1e        | 5000 m    | 12.50,86 |
|      | Herculis              | Monaco      | 1e        | 3000 m    | 7.25,02  |
|      | ISTAF                 | Berlijn     | 1e        | 3000 m    | 7.30,76  |
| 2001 | Bislett Games         | Oslo        | 1e        | 1 mijl    | 3.48,23  |
| 2003 | Memorial Van Damme    | Brussel     | 1e        | 3000 m    | 7.30,79  |
| 2005 | Weltklasse Zürich     | Zürich      | 2e        | 3000 m    | 7.37,56  |